# Lwowska Galeria Sztuki
Lwowska Galeria Sztuki im. Borysa Woźnickiego, do 1998 Lwowska Galeria Obrazów (ukr. Львівська національна галерея мистецтв ім. Бориса Возницького), wcześniej  Galeria Narodowa miasta Lwowa – jedno z największych muzeów we Lwowie, posiadające ok. 50 tys. eksponatów w kilkunastu oddziałach we Lwowie i poza nim. Powstało na bazie przedwojennej miejskiej galerii obrazów oraz włączonych w okresie okupacji radzieckiej Lwowa innych galerii i zbiorów kościelnych i prywatnych, które do wybuchu II wojny światowej znajdowały się w jurysdykcji państwa polskiego.

## Historia

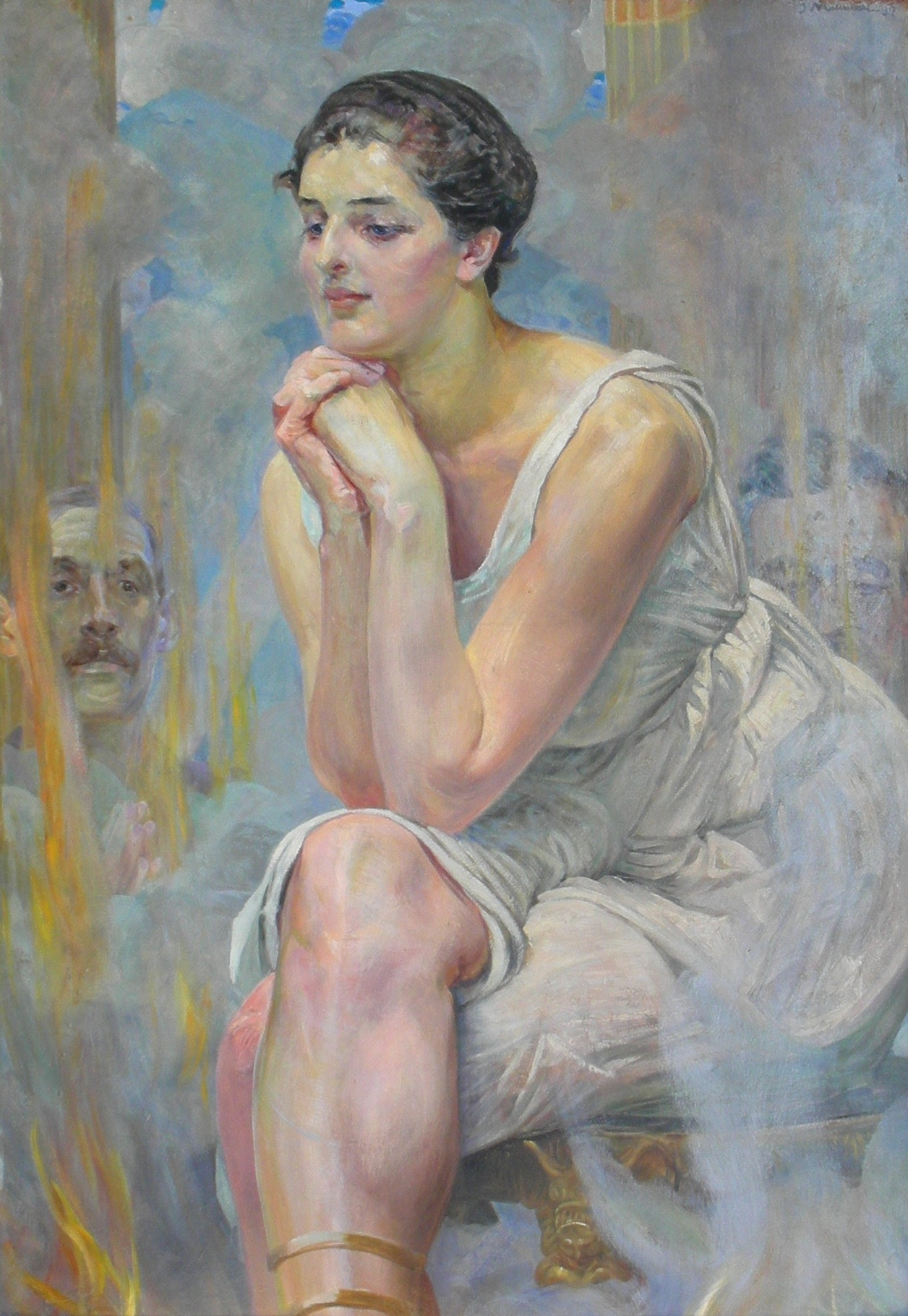
Jacek Malczewski, Pithia

- 1897 – decyzja magistratu lwowskiego o utworzeniu galerii obrazów
- 1902 – zakup pierwszych obrazów polskich artystów: Wilhelma Leopolskiego Śmierć Acerny i Lichwiarz, Jana Styki, Feliksa Wygrzywalskiego oraz kilku płócien Matejki (m.in. Śluby Jana Kazimierza), Jacka Malczewskiego i Edwarda Okunia
- 1907 – zakup dużej kolekcji Jana Jakowicza (ok. 400 obrazów, w tym obrazy Rafaela, Rembrandta, Rubensa, Van Dyke, Velasqueza, Ribeiry, Watteau i innych)
- 14 lutego 1907 – dzień otwarcia galerii obrazów
- 1914 – umieszczenie galerii przy ul. Ossolińskich 3, w pałacu zakupionym od znanego historyka, pisarza i kolekcjonera Władysława Łozińskiego, zbudowanym w 1873 dla hrabiny I. Dzieduszyckiej
- 1919 – powiększenie zbiorów galerii o zbiór Bolesława Orzechowicza, podarowany miastu Lwów (dzieła Matejki, Juliusza Kossaka, Artura Grottgera). Galeria obrazów miała wówczas trzy oddziały: sztuki polskiej, sztuki zachodnioeuropejskiej oraz Panorama Racławicka
- 1938 – kolejne dary dla galerii: Leona Pinińskiego i Konstantego Brunickiego. W obawie przed wojną w galerii zdeponowano szereg prywatnych kolekcji z okolic Lwowa, złożonych tam głównie przez arystokrację i ziemiaństwo polskie
- 1940 - po rozkazie okupacyjnych władz sowieckich nastąpiła reorganizacja muzeów, w wyniku której m.in. Ossolineum straciło swój status prawny Zakładu Narodowego i zostało znacjonalizowane ze wszystkimi zbiorami, stając się filią Akademii Nauk Ukraińskiej Socjalistycznej Republiki Radzieckiej. Do miejskiej galerii obrazów włączono zbiory sztuki z Muzeum Lubomirskich, z Zakładu Narodowego im. Ossolińskich, Biblioteki Baworowskich, Bractwa Stauropigijskiego, Muzeum Historycznego oraz prywatnych kolekcji Dzieduszyckich, Gołuchowskich, Sapiehów, tym samym likwidując te muzea a ich zbiory rozpraszając w wyniku braku organizacji
- w okresie okupacji niemieckiej ukryto część kolekcji w piwnicy domu i pomieszczeniach katedry ormiańskiej, lecz 225 obrazów, pośród których znajdowały się: Autoportret Rembrandta i Portret damy Gossarta, zostały wywiezione przez Niemców na Zachód
- W czasie drugiej okupacji sowieckiej (od lipca 1944) zaczęto prowadzić barbarzyńską akcję „oczyszczania zbiorów muzealnych i bibliotecznych z dzieł szkodliwych”, prowadzoną przez L. O. Lubczyka z Muzeum Sztuki Ukraińskiej. Akcja ta polegał na utworzeniu zbiorów specjalnych w których gromadzono polskie malarstwo, książki, zabytkową broń, niepoprawną ideologicznie grafikę itd. a potem je bezpowrotnie niszczono. Celem tego "przedsięwzięcia" było zatarcie śladów wielowiekowej kulturowej obecności Polski na tych terenach
- po zakończeniu II wojny światowej radzieckie władze zorganizowały nowe oddziały w galerii: rosyjskiej sztuki przedrewolucyjnej i sztuki narodów ZSRR
- 2009 - uzyskała statut narodowej.
- 2013 - 12 kwietnia 2013 roku Ministerstwo Kultury Ukrainy wydało rozporządzenie o nadaniu Lwowskiej Galerii Sztuki imienia jej długoletniego dyrektora Borysa Woźnickiego[2].

## Placówki

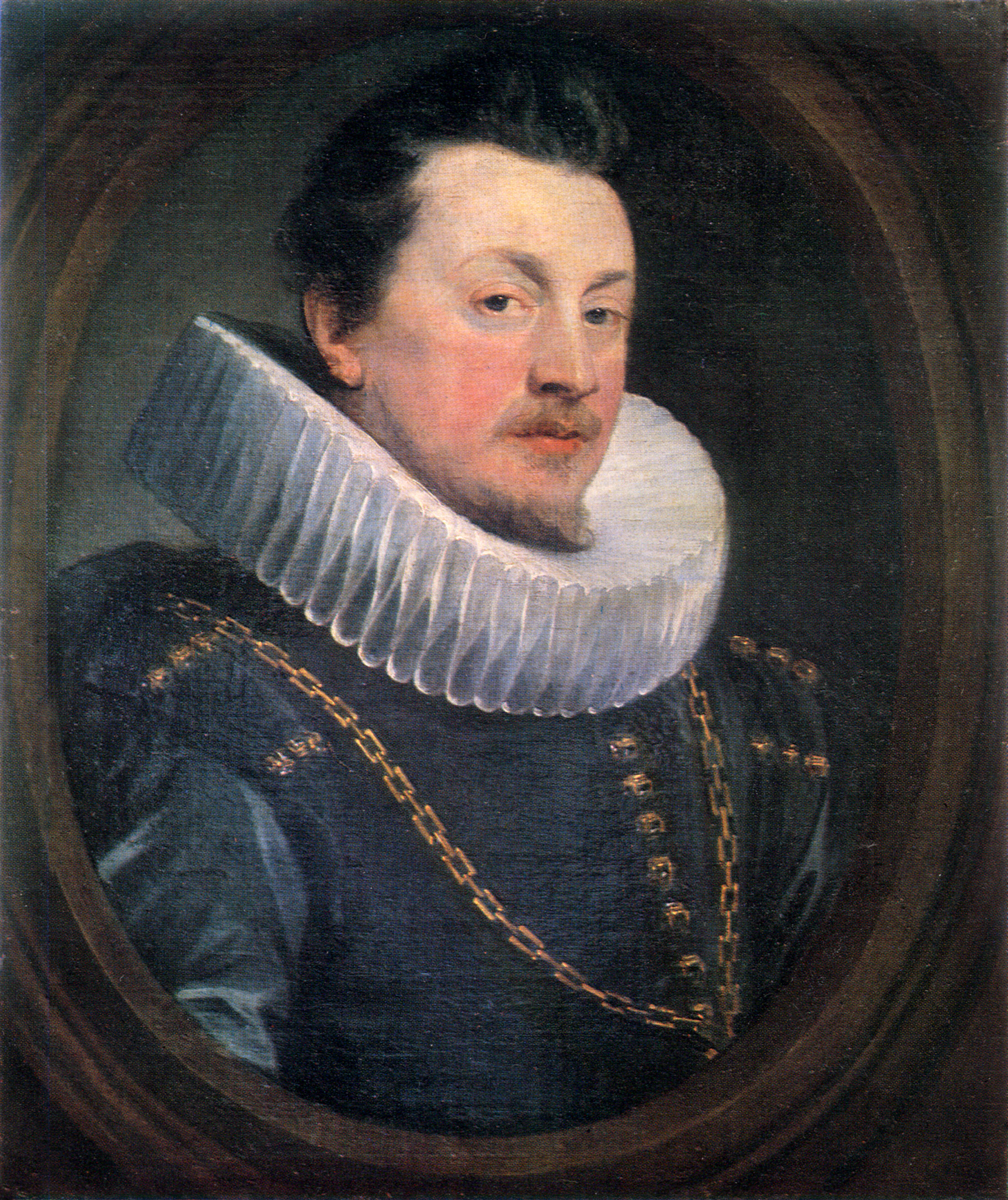
Peter Paul Rubens – Portret mężczyzny

- galeria sztuki Europejskiej XIX i XX w. – ul. Stefanyka (d. Ossolińskich) 3
- galeria sztuki Europejskiej XIV i XVIII w. – pałac Potockich – ul. Kopernika 15
- muzeum książki – pałac sztuki – ul. Kopernika 15a
- muzeum Rusałki Dniestrowej – wieża cerkwi św. Ducha – ul. Kopernika 40
- muzeum Markijana Szaszkewycza - Pidlyssia k. Złoczowa
- muzeum zabytków starożytnego Lwowa. 510001.astrawes.web.hosting-test.net. [zarchiwizowane z tego adresu (2015-07-23)]. – kościół św. Jana Chrzciciela – ul. Użhorodska 1
- Kaplica Boimów – plac Katedralny (d. Kapitulny) 1
- muzeum rzeźby barokowej Jana Jerzego Pinzla – kościół Klarysek – pl. Celny 1
- muzeum rzeźby nowoczesnej Myhajła Dzyndry. 510001.astrawes.web.hosting-test.net. [zarchiwizowane z tego adresu (2015-07-24)]. - Brzuchowice k. Lwowa – ul Muzealna 16
- muzeum pracownia rzeźbiarki Teodozji Bryż. 510001.astrawes.web.hosting-test.net. [zarchiwizowane z tego adresu (2015-07-24)]. – ul. Martowycza 5
- ekspozycja malarstwa batalistycznego (w tym ogromne malowidła z żółkiewskiej fary) na zamku w Olesku
- Muzeum hetmana Iwana Wyhowskiego – Ruda (rejon żydaczowski)
- Zamek w Złoczowie
- Zamek w Podhorcach
- Zamek w Żółkwi
- Wieża obronna w Pietniczanach

## Kolekcje
- Sztuka włoska
- Sztuka hiszpańska
- Sztuka Niderlandów i Flandrii
- Sztuka holenderska
- Sztuka niemiecka
- Sztuka austriacka
- Sztuka francuska

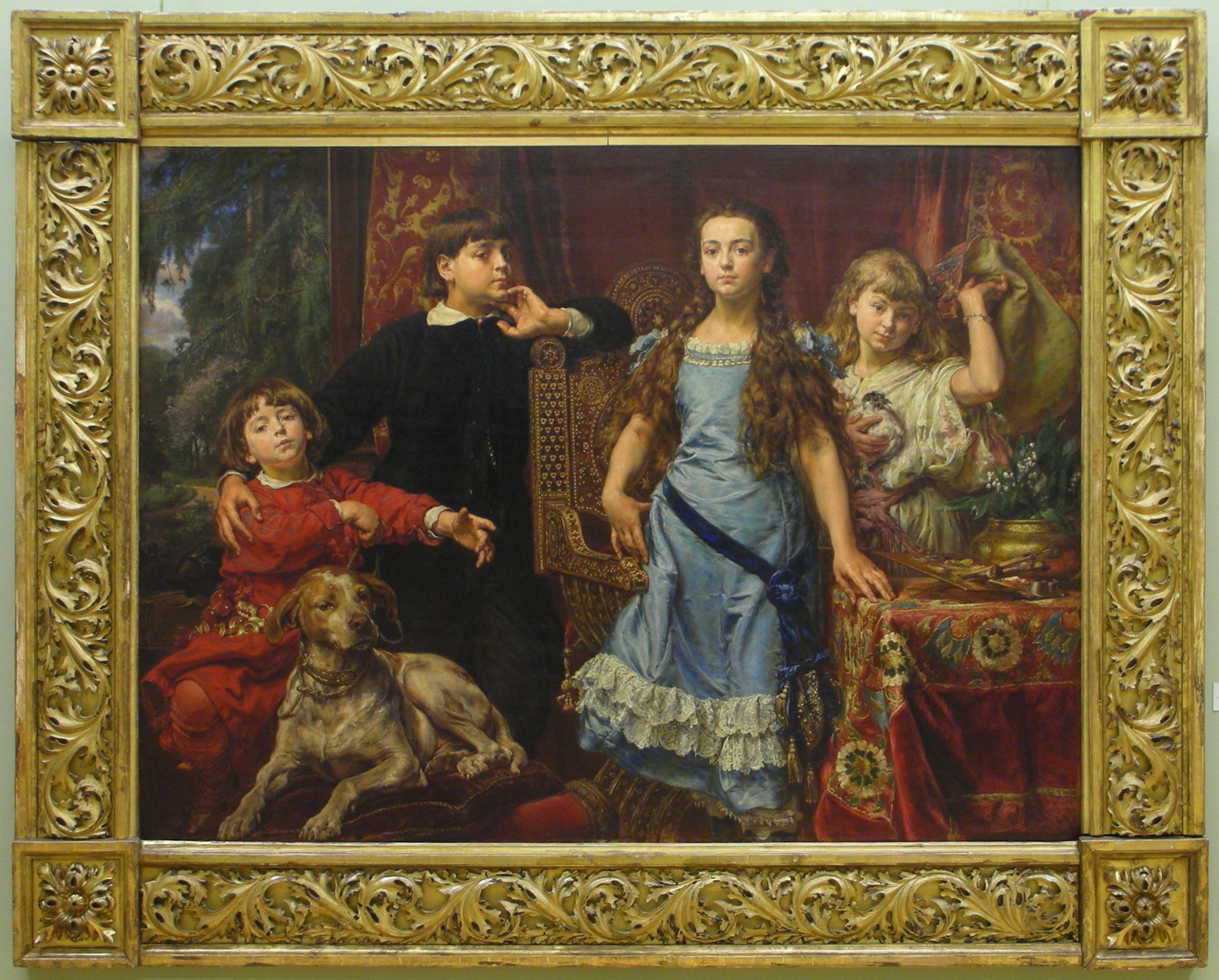
Portret czworga dzieci artysty, J. Matejko

- Malarstwo zagraniczne z końca XIX w. i początku XX w.
- Sztuka polska
- Sztuka węgierska, czeska i słowacka
- Sztuka Dalekiego Wschodu
- Sztuka stosowana
- Sztuka rosyjska
- Lwowski portret XVI–XVIII w.